# IC 1878-2
IC 1878-2 — галактика типу Sa (спіральна галактика) у сузір'ї Годинник.
Цей об'єкт міститься в оригінальній редакції індексного каталогу.